# Yemba
Das Yɛmba oder Dschang (auch Tchang, Bangwa, Atsang-Bangwa und Bafou) ist eine der wichtigsten Bamileke-Sprachen. 
Es ist eine bantoide Sprache und wird im Departement Menua um die Stadt Dschang herum, in Teil der Departements Bamboutos und Lebialem gesprochen. 
Die Dialekte des Yɛmba sind Foreke und Dschang (Djang, Tchang).